# Prvenstvo Splitskog nogometnog podsaveza 1929.
Proljetno prvenstvo
I župa Split
Odigrana je samo jedna prvenstvena utakmica.
| Poredak | Klub         | Utakmica | Pobjeda | Neodlučeno | Poraza | Postigli golova | Primili golova | Gol-razlika | Bodova |
| ------- | ------------ | -------- | ------- | ---------- | ------ | --------------- | -------------- | ----------- | ------ |
| 1.      | Hajduk Split | 1        | 1       | 0          | 0      | 3               | 0              | +3          | 2      |
| 2.      | HAŠK Split   | 1        | 0       | 0          | 1      | 0               | 3              | -3          | 0      |

II Župa Omiš-Drvar-Sinj-Vis-Makarska
Junak Sinj, Sloga Sinj, SK Komita Omiš, Zmaj Makarska, Vis, Unac Drvar

III Župa Dubrovnik-Gruž-Gruda
GOŠK Gruž (Dubrovnik), Građanski Dubrovnik, Slaven Gruda

IV Župa Boka Kotorska i Bar
Bokelj Kotor, Orjen Tivat, Crnojević Bar, Primorac (?)

V Župa Cetinje-Podgorica-Berane
SK Balšić Podgorica, Crnogorac Cetinje, Lovćen Cetinje, Njegoš Berane
Orijen je postao prvak provincije.

28. svibnja 1929.
Finale I i II Župe:
Hajduk Split - Komita Omiš 3:0 (bez borbe) 
Omišani su su utakmicu predali dogovorno s Hajdukom da bi se izbjeglo eventualno ozlijeđivanje nogometaša Hajduka, zbog skorašnjeg Hajdukovog nastupa u državnom prvenstvu.
Umjesto službene utakmice, odigrana je prijateljska, u kojoj je Hajduk pobijedio sa 8:1 (4:1).

6. listopada 1929.
Finale prvenstva SNP
Hajduk - SK Orijen Tivat 7:0 (6:0)

Hajduk je osvojio prvenstvo Splitskog nogometnog podsaveza 1929.
| Prvenstva Splitskog nogometnog podsaveza | Prvenstva Splitskog nogometnog podsaveza |
| --- | ---------------------------------------- |
| |                                          |
| 1920. • 1920./21. • 1921. • 1921./22. • 1922./23. • 1924. • 1924./25. • 1925. • 1926. • 1927. • 1928. • 1929. • 1930. • 1931. • 1932. • 1933. • 1935. • 1936. • 1937. • 1937./38. • 1938./39. • 1939./40. • 1940./41. • |                                          |

| Prvenstva Splitskog nogometnog podsaveza | Prvenstva Splitskog nogometnog podsaveza |
| --- | ---------------------------------------- |
| |                                          |
| 1920. • 1920./21. • 1921. • 1921./22. • 1922./23. • 1924. • 1924./25. • 1925. • 1926. • 1927. • 1928. • 1929. • 1930. • 1931. • 1932. • 1933. • 1935. • 1936. • 1937. • 1937./38. • 1938./39. • 1939./40. • 1940./41. • |                                          |